# Hirsisaari (ö i Norra Savolax, Inre Savolax)
Hirsisaari är en ö i Finland. Den ligger i sjön Iisvesi, Virmasvesi och Rasvanki och i kommunen Tervo i den ekonomiska regionen  Inre Savolax ekonomiska region  och landskapet Norra Savolax, i den centrala delen av landet, 300 km norr om huvudstaden Helsingfors. Öns area är 2,3 hektar och dess största längd är 280 meter i öst-västlig riktning.